# Свети Нестор (Еани)
„Свети Нестор“ (на гръцки: Αγίου Νέστορα) е късносредновековна православна църква, разположена в кожанската паланка Еани (Каляни), Егейска Македония, Гърция, част от Сервийската и Кожанска епархия.
Църквата е на 2 km западно от Еани, на 200 m от византийския храм „Свети Димитър“. Църквата е еднокорабен базиликален храм, в руинирано състояние. В светилището са запазени фрески от XVI век – Света Богородица Ширшая небес и ангели. В 1997 година църквата е обявена за защитен паметник.